# (9255) Inoutadataka
(9255) Inoutadataka (3174 T-1) – planetoida z pasa głównego asteroid okrążająca Słońce w ciągu 3,69 lat w średniej odległości 2,39 j.a. Odkryta 26 marca 1971 roku.